# 11800 Carrozzo
11800 Carrozzo este o planetă minoră (asteroid) din centura de asteroizi. A fost descoperită pe 28 februarie 1981 la Observatorul Siding Spring de Schelte J. Bus și a fost numită după Filippo Giacomo Carrozzo⁠(d). 
Obiectul prezintă o orbită caracterizată de o semiaxă mare de 3,0240659 UAi, o excentricitate de 0,11, o înclinație de 9,9908 ° în raport cu ecliptica.